# Diocesi di Ituiutaba
La diocesi di Ituiutaba (in latino Dioecesis Ituiutabensis) è una sede della Chiesa cattolica in Brasile suffraganea dell'arcidiocesi di Uberaba. Nel 2023 contava 266.780 battezzati su 338.227 abitanti. È retta dal vescovo Valter Magno de Carvalho.

## Territorio
La diocesi comprende 15 comuni nell'estrema parte occidentale dello stato brasiliano di Minas Gerais: Cachoeira Dourada, Campina Verde, Canápolis, Capinópolis, Carneirinho, Centralina, Gurinhatã, Ipiaçu, Itapagipe, Ituiutaba, Iturama, Limeira do Oeste, Santa Vitória, São Francisco de Sales, União de Minas.
Sede vescovile è la città di Ituiutaba, dove si trova la cattedrale di San Giuseppe.
Il territorio si estende su una superficie di 22.398 km² ed è suddiviso in 36 parrocchie, raggruppate in 6 foranie: São José, Cristo Rei e Nossa Senhora do Carmo, Nossa Senhora das Vitórias, São Francisco de Sales, Nossa Senhora de Fátima, Nossa Senhora Aparecida e São Sebastião.

## Storia
La diocesi è stata eretta il 16 ottobre 1982 con la bolla Quo melius di papa Giovanni Paolo II, ricavandone il territorio dall'arcidiocesi di Uberaba e dalla diocesi di Uberlândia.

## Cronotassi dei vescovi
Si omettono i periodi di sede vacante non superiori ai 2 anni o non storicamente accertati.
- Aloísio Roque Oppermann, S.C.I. † (22 gennaio 1983 - 9 novembre 1988 nominato vescovo coadiutore di Campanha)
- Paulo Sérgio Machado † (1º luglio 1989 - 22 novembre 2006 nominato vescovo di São Carlos)
- Francisco Carlos da Silva (19 settembre 2007 - 30 settembre 2015 nominato vescovo di Lins)
- Irineu Andreassa, O.F.M. (30 novembre 2016 - 22 maggio 2025 ritirato)
- Valter Magno de Carvalho, dal 22 maggio 2025

## Statistiche
La diocesi nel 2023 su una popolazione di 338.227 persone contava 266.780 battezzati, corrispondenti al 78,9% del totale.
| anno | popolazione | popolazione | popolazione | presbiteri | presbiteri | presbiteri | presbiteri                | diaconi | religiosi | religiosi | parrocchie |
| anno | battezzati  | totale      | %           | numero     | secolari   | regolari   | battezzati per presbitero | diaconi | uomini    | donne     | parrocchie |
| ---- | ----------- | ----------- | ----------- | ---------- | ---------- | ---------- | ------------------------- | ------- | --------- | --------- | ---------- |
| 1990 | 205.000     | 243.000     | 84,4        | 28         | 3          | 25         | 7.321                     |         | 28        | 58        | 13         |
| 1999 | 235.092     | 278.340     | 84,5        | 35         | 20         | 15         | 6.716                     |         | 30        | 87        | 27         |
| 2000 | 280.190     | 296.225     | 94,6        | 35         | 23         | 12         | 8.005                     |         | 31        | 39        | 30         |
| 2001 | 282.108     | 298.754     | 94,4        | 38         | 24         | 14         | 7.423                     |         | 18        | 38        | 30         |
| 2002 | 281.986     | 298.166     | 94,6        | 44         | 30         | 14         | 6.408                     |         | 33        | 40        | 30         |
| 2003 | 283.300     | 315.256     | 89,9        | 31         | 29         | 2          | 9.138                     |         | 5         | 35        | 30         |
| 2004 | 288.394     | 320.347     | 90,0        | 42         | 31         | 11         | 6.866                     |         | 14        | 33        | 31         |
| 2006 | 295.000     | 345.000     | 85,5        | 42         | 34         | 8          | 7.023                     |         | 11        | 32        | 32         |
| 2013 | 319.000     | 371.000     | 86,0        | 40         | 36         | 4          | 7.975                     | 1       | 8         | 62        | 34         |
| 2016 | 327.600     | 380.000     | 86,2        | 43         | 40         | 3          | 7.618                     | 1       | 12        | 54        | 36         |
| 2019 | 262.019     | 321.052     | 81,6        | 45         | 42         | 3          | 5.822                     | 1       | 4         | 56        | 36         |
| 2021 | 265.553     | 326.453     | 81,3        | 45         | 41         | 4          | 5.901                     | 1       | 4         | 23        | 36         |
| 2023 | 266.780     | 338.227     | 78,9        | 46         | 44         | 2          | 5.799                     | 20      | 2         | 14        | 36         |